# Phare arrière de Norrby
Le phare arrière de Norrby (en estonien : Norrby ülumine tuletorn) est un feu situé sur l'île Vormsi appartenant à la commune de Vormsi dans le Comté de Lääne, en Estonie. Il fonctionne conjointement avec le phare avant de Norrby à un kilomètre plus loin.
Il est géré par l'Administration maritime estonienne ,.

## Histoire
Le phare est situé sur l' île de Vormsi dans la mer Baltique, entre l'île d'Hiiumaa et le continent. Le phare se trouve dans la partie nord-est de l'île. Le phare est le guide principal sur le chenal côtier qui s'étend de l'île Osmussaar et du cap Põõsaspea jusqu'au canal de Voosi.
Le premier phare, une tour temporaire en bois, a commencé à fonctionner en 1916. En 1935, une tour de béton a été érigée sur le même emplacement pour le remplacer.

## Description
Le phare  est une tour circulaire en béton armé, montée sur une haute base octogonale, de 32 mètres de haut, avec une galerie et une lanterne. Le bâtiment est peint en blanc. Son feu isophase émet, à une hauteur focale de 35 mètres, un long éclat blanc toutes les 4 secondes. Sa portée nominale est de 12 milles nautiques (environ 22 km).
Identifiant : ARLHS : EST-039 ; EVA-448 - Amirauté : C-3659.1 - NGA : 12614.1 .

## Caractéristique dufeu maritime
Fréquence : 4 secondes (W)
- Lumière : 2 secondes
- Obscurité : 2 secondes

### Lien connexe
- Liste des phares d'Estonie